# Kuroko no Basket
Kuroko no Basket (黒子のバスケ Kuroko no Basuke?, lit. El baloncesto de Kuroko) es una serie de manga de deportes, escrita e ilustrada por Tadatoshi Fujimaki. El manga comenzó su serialización el 8 de diciembre de 2008 en la revista Shūkan Shōnen Jump de la editorial Shūeisha, y finalizó el 29 de agosto de 2014. El 9 de octubre de 2014, se anunció que el manga continuaría en la revista Jump Next a partir del 29 de diciembre bajo el título de Kuroko's Basketball: Extra Game (黒子のバスケ EXTRA GAME?). Esta secuela continuará justo después de los hechos que finalizaron el manga original. En diciembre salió a la venta el volumen recopilatorio número 30, dando por finalizada la colección del manga original.
Una adaptación a serie de anime producida por Production I.G comenzó a transmitirse en Japón desde el 7 de abril de 2012, terminando en septiembre de ese mismo año. Se anunció para octubre de 2013 una segunda temporada, la cual se transmitió desde el 5 de octubre de 2013 hasta el 24 de marzo de 2014, con un total de 25 episodios. El 28 de mayo de 2014, se anunció a través de la Shonen Jump que se dio luz verde a una tercera temporada de la serie. Se estima que para abril de 2014, el manga contaba con una circulación aproximada de 27 millones de copias.

## Argumento
El equipo de baloncesto de la Secundaria Teikō se convirtió en el mejor equipo a nivel de secundaria, tras lograr ganar el torneo durante tres años consecutivos. Los integrantes de este equipo son conocidos como la "generación de los milagros", refiriéndose a cada uno de ellos como prodigios. Después de graduarse de la secundaria, cada integrante fue a diferentes preparatorias con los mejores equipos de baloncesto. Sin embargo, es sabido por unos pocos de que hubo otro jugador en la generación de los milagros, el denominado "sexto jugador fantasma". Este misterioso jugador es ahora un estudiante de primer año en la Preparatoria Seirin, una escuela con un poderoso pero desconocido equipo de baloncesto. Ahora, Tetsuya Kuroko, el sexto miembro de esta generación y Taiga Kagami, un jugador de talento natural que pasó la mayor parte de la escuela secundaria en Estados Unidos, tienen como objetivo llevar a Seirin a ser los número uno de Japón, jugando contra los viejos compañeros del equipo de Kuroko.

## Personajes

### Principales
Tetsuya Kuroko (黒子 テツヤ Kuroko Tetsuya?)
Voz por: Kenshō Ono
Es el protagonista principal de la historia. Kuroko es el sexto miembro fantasma de la denominada "generación de los milagros", un grupo de jugadores de básquet destacados en ciertas habilidades. La habilidad de Kuroko es la de pasar desapercibido entre las personas, algo que le da un gran talento para el juego. Después se transfiere al Instituto Seirin, conoce a Taiga Kagami, quien será uno de su mejores amigos y ellos harán una amistad donde la luz y la sombra destaquen. A pesar de parecer frágil, débil, lastimosamente lento y sin talento, es un excelente jugador experimentado y gracias a sus habilidades puede desempeñar un papel central en cualquier equipo. El poseer un ojo increíblemente observador y su capacidad de pasar inadvertido volviéndose "invisible", permiten que Kuroko pueda realizar robos y pases imperceptibles, lo cual lo vuelve prácticamente imparable y permite un juego rápido dentro de la cancha sin darle tiempo al rival de reaccionar. Su casi invisibilidad lo hace altamente susceptible a lesiones durante en la cancha, además de que su habilidad no es eficaz indefinidamente, ya que entre más tiempo la utilice en el partido, el rival se acostumbra más a su presencia haciéndolo más visible. Como contramedida, es enviado al banquillo en diferentes momentos del partido para evitar esto.
Taiga Kagami (火神 大我 Kagami Taiga?)
Voz por: Yūki Ono
Juega en la posición de ala-pívot con el dorsal número 10. Es un jugador de primer año del instituto Seirin que durante la escuela media estudió en Estados Unidos. Posee unas habilidades físicas y técnicas excepcionales, que hacen que se le compare con los jugadores de la "generación de los milagros". Posee un carácter agresivo y descerebrado y destaca de él sus malas formas al hablar que a veces intenta corregir cuando habla con el capitán o la entrenadora sin muy buenos resultados. Su carácter es totalmente opuesto al de Kuroko.
Riko Aida (相田リコ Aida Riko?)
Voz por: Chiwa Saitō
Es la entrenadora del equipo de baloncesto del instituto Seirin y estudiante de segundo año del mismo. Posee una habilidad excepcional que le permite medir estadísticamente las cualidades físicas de los jugadores de un solo vistazo. Esta habilidad la desarrolló ayudando a su padre en su trabajo como entrenador personal. Además posee grandes conocimientos de baloncesto y preparación física. Está determinada en llevar al instituto Seirin a la cima del baloncesto japonés derrotando por el camino a todos los jugadores de la generación de los milagros para demostrar que es el mejor.
Junpei Hyūga (日向 順平 Hyūga Junpei?)
Voz por: Yoshimasa Hosoya
Juega en la posición de escolta con el dorsal número 4. Es el capitán del equipo y estudiante de segundo año del instituto Seirin y normalmente es una persona seria y tranquila. Cuando se acercan los instantes finales de un cuarto su personalidad cambia y se convierte en un "Clutch shooter", un especialista en encestar los tiros cuando suena la bocina aunque para ello su carácter cambie totalmente al de una persona agresiva e intimidante.
Shun Izuki (伊月俊 Iduki Shun?)
Voz por: Hirofumi Nojima
Juega en la posición de base con el dorsal número 5. Es estudiante de segundo año del instituto Seirin y lo más destacable de su personalidad es su afición por las rimas y los juegos de palabras. De su juego se puede destacar que es un base sereno que nunca pierde los nervios, posee el "Ojo de Águila" con lo cual puede ver la cancha completa y las posiciones de los jugadores desde cualquier ángulo.
Rin'nosuke Mitobe (水戸部 凛之助 Mitobe Rin'nosuke?)
Juega en la posición de pívot con el dorsal número 8. Es estudiante de segundo año del instituto Seirin y casi nunca habla, por lo que su personalidad está aún por descubrir, su juego no llama la atención pero es efectivo. Ayuda a Kagami a mejorar su defensa para poder enfrentarse al estudiante senegalí de intercambio del instituto Shinkyou, Papa.
Shinji Koganei (小金井 慎二 Koganei Shinji?)
Voz por: Takuya Eguchi, Atsushi Abe (vomic)
Juega en la posición de alero con el dorsal número 6. Es estudiante de segundo año del instituto Seirin y es de lágrima fácil. De su juego destaca su polivalencia.

## Banda sonora

### Temas de apertura
- Primera temporada
  - "Can Do", interpretado por Granrodeo (episodios 1-13)
  - "RIMFIRE", interpretado por Granrodeo (episodios 14-25)

- Segunda temporada
  - "The Other self", interpretado por Granrodeo (episodios 1-13)
  - "Hengen Jizai no Magical Star", interpretado por Granrodeo (episodios 14-26)

- Tercera temporada
  - "Punky Funky Love", interpretado por Granrodeo (episodios 1-12)
  - "ZERO", interpretado por Kenshō Ono (episodios 13-16)
  - "Memories", interpretado por Granrodeo (episodios 17- 25)

### Temas de cierre
- Primera temporada
  - "Start it right away", interpretado por Hyadain (episodios 1-13)
  - "Catal Rhythm (カタルリズム)", interpretado por Oldcodex (episodios 14-25)

- Segunda temporada
  - "WALK", interpretado por Oldcodex (episodios 1-13)
  - "FANTASTIC TUNE", interpretado por Kenshō Ono (episodios 14-25)

- Tercera temporada
  - "Glitter Days", interpretado por Fo'xTails (episodios 1-12)
  - "Ambivalence", interpretado por SCREEN mode (episodios 13-16)
  - "Lantana", interpretado por Oldcodex (episodios 17- 25)